# American Horror Story: Freak Show
American Horror Story: Freak Show – czwarty sezon amerykańskiego serialu telewizyjnego American Horror Story. Składa się z trzynastu odcinków, emitowanych przez stację FX między 8 października 2014 a 21 stycznia 2015 roku. Polska premiera każdego odcinka odbywała się na antenie Fox dzień po pierwszej emisji w FX.
Zgodnie z antologiczną formą serialu, Freak Show stanowi osobny miniserial, niezależny od pozostałych sezonów. Akcja odejmuje głównie wydarzenia z 1952 roku w Jupiter na Florydzie. Fabuła skupia się wokół gabinetu osobliwości Elsy Mars, czyli trupy cyrkowej, złożonej z osób z deformacjami ciała, traktowanych przez społeczeństwo jako dziwolągi. Członkowie gabinetu zmagają się z wewnętrznymi konfliktami oraz zagrożeniami z zewnątrz: parą naukowców, którzy pragną umieścić ich w muzeum jako eksponaty, a także niezrównoważonym psychicznie Dandym Mottem, który usiłuje odkupić trupę. W okolicy gabinetu funkcjonuje ponadto seryjny morderca, którego działania inspirują Dandy’ego. Równocześnie Elsa realizuje swoje marzenia o opuszczeniu Jupiter i karierze wokalnej.
Freak Show, podobnie jak poprzednie sezony, został stworzony przez Ryana Murphy’ego i Brada Falchuka. Do obsady powrócili aktorzy z poprzednich serii: Jessica Lange, Sarah Paulson, Evan Peters, Frances Conroy, Denis O’Hare, Emma Roberts, Angela Bassett, Kathy Bates, Lily Rabe, Grace Gummer, Gabourey Sidibe, Danny Huston, Jamie Brewer, Mare Winningham, Naomi Grossman, Ashlynn Ross, Ben Woolf i John Cromwell. Po raz pierwszy w historii American Horror Story wystąpili Michael Chiklis, Finn Wittrock, Wes Bentley i Matt Bomer.

## Streszczenie fabuły
W 1952 roku mieszkające w Jupiter na Florydzie bliźniaczki nierozdzielone, Bette i Dot Tattler, zabijają swoją matkę. Aby uniknąć odpowiedzialności karnej, przyjmują propozycję dołączenia do działającego w Jupiter Gabinetu osobliwości panny Elsy – trupy cyrkowej, złożonej z osób z deformacjami ciała. Właścicielką Gabinetu jest pochodząca z Niemiec Elsa Mars, marząca o karierze piosenkarki. W skład trupy wchodzą między innymi kobieta z brodą, Ethel Darling, i jej cierpiący na ektrodaktylię syn Jimmy. Niedługo po siostrach Tattler do Gabinetu dołącza były mąż Ethel i ojciec Jimmy’ego, siłacz Dell Toledo, i jego posiadające trzy piersi żona, Desiree Dupree. Na pokaz Gabinetu przyjeżdża Dandy Mott z matką, Glorią. Zafascynowany siostrami Tattler, pragnie je kupić, otrzymuje jednak odmowę. Niedługo później bezskutecznie zgłasza się do dołączenia do Gabinetu. Tymczasem w okolicy Jupiter działa seryjny morderca, klaun Twisty, który porywa swoje ofiary i zamyka je w starym, opuszczonym autobusie w lesie. Gloria, natknąwszy się na Twisty’ego, wynajmuje go do spędzania czasu ze zrozpaczonym synem. Śledząc klauna, Dandy natrafia na autobus z ofiarami.
Lillian Hemmings, kustosz muzeum w Filadelfii, zleca Stanleyowi znalezienie zdeformowanych ciał, które zostaną zaprezentowane jako eksponaty. Mężczyzna wraz z asystentką, Maggie Esmereldą, przyjeżdża do Jupiter, gdzie udająca wróżkę Maggie zostaje przyjęta do trupy. Meep, członek gabinetu, zostaje aresztowany pod zarzutem zbrodni Twisty’ego, po czym umiera wskutek pobicia przez współwięźniów. W noc Halloween w Jupiter zjawia się duch Edwarda Mordrake’a, który pragnie zabić najbardziej nieszczęśliwego członka Gabinetu i zabrać ze sobą jego duszę. Tymczasem Jimmy i Maggie zostają porwani przez Dandy’ego do autobusu w lesie. Mordrake zabija Twisty’ego, uwięzieni w autobusie uciekają, a Dandy zabiera maskę klauna i postanawia kontynuować jego działalność. Mieszkańcy Jupiter uznają, że Jimmy zwalczył zagrożenie i uwolnił porwanych przez klauna, dzięki czemu rośnie sprzedaż biletów na występy Gabinetu. Stanley, podający się za Richarda Spencera, hollywoodzkiego poszukiwacza talentów, proponuje Elsie i siostrom Tattler własne programy telewizyjne. Mars, wyczuwając zagrożenie, w tajemnicy przed członkami trupy sprzedaje bliźniaczki Mottom. Zaszantażowany Dell zabija członkinię gabinetu, Ma Petite, i przekazuje Stanleyowi jej ciało.
Ku rozpaczy zakochanego w Bette Dandy’ego, Jimmy zabiera bliźniaczki z domu Dottów do Gabinetu. Ethel, przekonana, że Elsa odpowiada za znikanie członków Gabinetu, usiłuje ją zabić, zostaje jednak uprzedzona – Elsa ją morduje, po czym wraz ze Stanleyem pozoruje jej samobójstwo. Dandy zabija pragnącą go leczyć Glorię, a następnie dokonuje masakry na spotkaniu gospodyń domowych, informując policję, że odpowiedzialny za zbrodnię jest Jimmy. Stanley odcina dłonie aresztowanego Darlinga i wysyła je do muzeum, uprzednio przekonując go, że za ich sprzedaż zyska pieniądze na adwokata. Dzięki pomocy Della Jimmy ucieka policji i skrywa się w stodole, gdzie przyjaciel Elsy tworzy dla niego protezy dłoni. Członkowie gabinetu mordują Stanleya, dowiedziawszy się od Maggie o celu jego pobytu w Jupiter. Chwilę przed śmiercią mężczyzna zdradza, że Elsa zamordowała Ethel. Mars, uprzedzona przez siostry Tattler o planach zamachu na nią, sprzedaje trupę Dandy’emu i ucieka do Los Angeles. Mott morduje większość członków Gabinetu, po czym zostaje zabity przez Jimmy’ego, Bette, Dot i Desiree. Tymczasem Elsa zyskuje program telewizyjny i staje się sławną piosenkarką. W 1960 roku pozwala Mordrake’owi się zabić.

## Nawiązania między sezonami
Mimo że każdy sezon American Horror Story stanowi osobny i spójny miniserial, niezwiązany bezpośrednio z pozostałymi, we Freak Show – podobnie jak w innych seriach – pojawiły się nawiązania do wcześniejszych odcinków.
- Pepper (Naomi Grossman), członkini trupy, jest jedną z drugoplanowych postaci w sezonie drugim, Asylum. W odcinku „Sieroty” przedstawiono historię umieszczenia jej w szpitalu psychiatrycznym Briarcliff, gdzie odbywa się akcja Asylum.
- W odcinku „Sieroty” pojawia się ponadto Mary Eunice McKee (Lily Rabe), jedna z głównych postaci Asylum, która przyjmuje Pepper do Briarcliff.
- W odcinku „Burze oklasków” pojawia się Hans Grüper (John Cromwell), jeden z głównych bohaterów Asylum. Grüper jest obecny w retrospekcjach z lat 30., kiedy to mieszka w Republice Weimarskiej. W 1932 roku uczestniczy w torturowaniu Elsy Mars (Jessica Lange) oraz amputacji jej nóg, a wkrótce torturuje również żądnego zemsty za jej krzywy Massimo Dolcefino (Danny Huston). W Asylum Grüper (James Cromwell), działający pod przydomkiem Arthur Arden, pracuje w latach 60. jako lekarz w prowadzonym przez Jude Martin (Jessica Lange) szpitalu Briarcliff. John Cromwell, syn Jamesa, zagrał młodego Ardena również w odcinku „Jestem Anne Frank (część 1)” Asylum.

Nawiązania do Freak Show pojawiły się w kolejnych sezonach serialu.
- W odcinku „Rozdział 5” sezonu szóstego, Roanoke, pojawia się postać Edwarda Philippe’a Motta (Evan Peters), który w 1792 roku zbudował dom na terenie Roanoke w Karolinie Północnej. Historyk Doris Kearns Goodwin opowiada, że jego ostatni potomek zmarł w 1952 roku na Florydzie, co odpowiada zabójstwu Dandy’ego w odcinku „Koniec przedstawienia” Freak Show.
- W sezonie siódmym, Kulcie, Oz Mayfair-Richards (Cooper Dodson) posiada w 2017 roku serię komiksów, których głównym bohaterem jest klaun Twisty (John Carroll Lynch). W odcinku „Noc wyborów” pokazano scenę z komiksu, w której Twisty zabija zakochaną parę na polanie, nagraną na wzór podobnej sceny z odcinka „Potwory są wśród nas” Freak Show. W odcinku „Lojalność” matka Oza, Ally (Sarah Paulson), wręcza mu nowy komiks o Twistym, na okładce którego narysowane są postacie z Freak Show: Pepper, Jimmy Darling i Meep[1].
- W odcinku „Czy to mógł być… Szatan?” sezonu ósmego, Apokalipsy, Behold Chablis (Billy Porter) mówi do Williama Banksa (Kai Caster): „Dołącz do Magicznego Zamku i wykonuj karciane sztuczki z Neilem Patrickiem Harrisem”. We Freak Show Harris zagrał magika[2].

## Obsada i bohaterowie

### Obsada główna
- Sarah Paulson jako 
  - Bette Tattler
  - Dot Tattler
- Evan Peters jako Jimmy Darling
- Michael Chiklis jako Dell Toledo
- Frances Conroy jako Gloria Mott
- Denis O’Hare jako Stanley
- Emma Roberts jako Maggie Esmerelda
- Finn Wittrock jako Dandy Mott
- Angela Bassett jako Desiree Dupree
- Kathy Bates jako Ethel Darling
- Jessica Lange jako Elsa Mars

### Goście specjalni
- Wes Bentley jako Edward Mordrake (odc. 3, 4, 13)
- Celia Weston jako Lillian Hemmings (odc. 3, 5, 7, 10, 12)
- Gabourey Sidibe jako Regina Ross (odc. 5, 8, 9)
- Matt Bomer jako Andy (odc. 5)
- Danny Huston jako Massimo Dolcefino (odc. 8, 12, 13)
- Lily Rabe jako Mary Eunice McKee (odc. 10)
- Neil Patrick Harris jako Chester Creb (odc. 11, 12)

### Obsada drugoplanowa
- John Carroll Lynch jako Twisty
- Grace Gummer jako Penny
- Skyler Samuels jako Bonnie Lipton
- Naomi Grossman jako Pepper
- Jyoti Amge jako Ma Petite
- Major Dodson jako Corey Bachman
- Erika Ervin jako Amazonka Eve
- Mat Fraser jako Paul
- Christopher Neiman jako Salty
- Ashlynn Ross jako Myrna
- Rose Siggins jako Suzi
- Ben Woolf jako Meep
- Patti LaBelle jako Dora Brown
- Lee Tergesen jako Vince
- Chrissy Metz jako Barbara / Ima Wiggles
- Malcolm-Jamal Warner jako Angus T. Jefferson
- Angela Sarafyan jako Alice
- Jamie Brewer jako Marjorie

### Obsada gościnna
- Ann McKenzie jako Eudora Tattler (odc. 1)
- Matthew Glave jako Larry Gayheart (odc. 10)
- Mare Winningham jako Rita Gayheart (odc. 10)
- John Cromwell jako Hans Grüper (odc. 12)
- David Burtka jako Michael Beck (odc. 13)

## Lista odcinków
| Nr | Nr | Tytuł oryginalny          | Tytuł polski                          | Reżyseria           | Scenariusz               | Data premiery (Stany Zjednoczone) | Data premiery (Polska) |
| --- | -- | ------------------------- | ------------------------------------- | ------------------- | ------------------------ | --------------------------------- | ---------------------- |
| 39 | 1  | Monsters Among Us         | Potwory są wśród nas                  | Ryan Murphy         | Ryan Murphy Brad Falchuk | 8 października 2014               | 9 października 2014    |
| Klaun Twisty zabija Troya i porywa jego partnerkę, Bonnie. Następnie morduje małżeństwo i porywa ich syna, Coreya, którego wraz z Bonnie więzi w starym autobusie w lesie. Dostawca mleka w miejscowości Jupiter odkrywa w domu rodziny Tattler, że Eudora została zamordowana, a jej córki – bliźniaczki nierozdzielone, Bette i Dot – zadźgane nożem. Zranione kobiety trafiają do szpitala, gdzie odwiedza je Elsa Mars, proponując wstąpienie do jej gabinetu osobliwości, czyli składającej się z dziwadeł trupy cyrkowej. Bliźniaczki, chcąc uniknąć odpowiedzialności karnej za zabójstwo matki, dołączają do grupy. Jej członek, Jimmy Darling, zbiera pieniądze na utrzymanie gabinetu. Jego matka, Ethel, opowiada siostrom Tattler o tym, jak Elsa zabrała ją z izby wytrzeźwień i przyjęła do siebie. Mars pokazuje mieszkającej w pobliżu Penny nagranie, na którym uczestniczy pod wpływem narkotyków w orgii z członkami trupy. Na terenie gabinetu zjawia się detektyw, który chce aresztować Bette i Dot, zostaje jednak zamordowany przez Jimmy’ego. Na wieczorny pokaz przyjeżdża Gloria Mott z synem Dandym, który pragnie kupić bliźniaczki za 15 tysięcy dolarów, te jednak nie wyrażają zgody. |    |                           |                                       |                     |                          |                                   |                        |
| 40 | 2  | Massacres and Matiness    | Masakry i popołudniowe seanse         | Alfonso Gomez-Rejon | Tim Minear               | 15 października 2014              | 16 października 2014   |
| Twisty zabija dwóch mężczyzn w sklepie z zabawkami. Trupę odwiedza policjant, badający sprawę zaginionego detektywa. Elsa przyjmuje do gabinetu Della Toledo i jego żonę, Desiree Dupree, którzy uciekli z podobnej trupy. Ethel jest zdenerwowana i przypomina Dellowi, że w przeszłości usiłował zabić Jimmy’ego. Podczas kolacji w domu Mottów dochodzi do kłótni między Glorią a Dandym, który narzeka na nudę i marzy o zostaniu aktorem. W trakcie przejażdżki samochodem Gloria spotyka Twisty’ego i zaprasza go do domu, by zabawiał jej syna. Tymczasem Dandy usiłuje dołączyć do gabinetu, jednak Jimmy nie wyraża na to zgody, gdyż jego ciało nie jest zdeformowane. Wieczorem członkowie trupy idą do baru, gdzie Dell bije Jimmy’ego. Twisty ucieka z domu Mottów do autobusu, gdzie przychodzi Dandy. Policja aresztuje Meepa, pod łóżkiem którego znajduje się odznaka zaginionego detektywa (umieszczona tam przez Della). Ku rozpaczy Jimmy’ego, Meep zostaje zabity przez współwięźniów. Ethel ostrzega syna przed Dellem. |    |                           |                                       |                     |                          |                                   |                        |
| 41 | 3  | Edward Mordrake (Part 1)  | Edward Mordrake (część 1)             | Michael Uppendahl   | James Wong               | 22 października 2014              | 23 października 2014   |
| Lillian Hemmings, kustosz muzeum w Filadelfii, każe doktorowi Stanleyowi znaleźć wyjątkowy okaz, który można by zaprezentować. Stanley wraz z asystentką, Maggie Esmereldą, postanawia zdobyć go z gabinetu Elsy. Ethel dowiaduje się, że cierpi na marskość wątroby i zostało jej kilka miesięcy życia. Po powrocie od lekarza opowiada Bette i Dot legendę o Edwardzie Mordrake, mężczyźnie z dodatkową twarzą z tyłu głowy, którego duch pojawia się i zabiera jedną z dusz, jeśli w Halloween odbywa się występ. Dot oświadcza Bette, że pragnie dzięki operacji oddzielić się od siostry. Maggie udaje wróżkę i przepowiada Elsę karierę wokalną, dzięki czemu Mars przyjmuje ją do trupy. Ethel prosi Della, by wyjawił Jimmy’emu, że jest jego ojcem, a po jej śmierci zajął się nim. W noc Halloween Dandy przebiera się za klauna i przychodzi do autobusu Twisty’ego, który przyprowadza kolejną uprowadzoną osobę, Mike’a. Podczas występu Elsy zjawia się Mordrake. Ethel opowiada mu historię swojego związku z Dellem i narodzin Jimmy’ego. Gdy prosi, by ją zabrał, Edward znika. |    |                           |                                       |                     |                          |                                   |                        |
| 42 | 4  | Edward Mordrake (Part 2)  | Edward Mordrake (część 2)             | Howard Deutch       | Jennifer Salt            | 29 października 2014              | 30 października 2014   |
| Mordrake pyta członków gabinetu o ich przeszłość. Elsa opowiada historię z Republiki Weimarskiej w latach 30., gdy amputowano jej nogi, co nagrano i dystrybuowano w Niemczech i Austrii jako snuff film. Jimmy i Maggie ukrywają się w lesie, gdzie znajdują autobus Twisty’ego i zostają uwięzieni przez Dandy’ego. Klaun usiłuje zabić Jimmy’ego, Maggie i pozostali więźniowie uciekają, zaś Dandy ich goni. W autobusie pojawia się Mordrake, któremu Twisty opowiada swoją historię o pracy jako klaun, nieudanej próbie samobójczej i początkach zabójstw. Edward postanawia go zabrać ze sobą i od tej pory Twisty staje się jednym z duchów Mordrake’a. Dandy, znalazłszy martwe ciało klauna, postanawia kontynuować jego działalność. Jako pierwszą zabija pomoc domową, Dorę. Mieszkańcy Jupiter dziękują Jimmy’emu za pomoc w odnalezieniu porwanych osób, co przyczynia się do zwiększenia sprzedaży biletów na występy gabinetu. Na teren trupy przyjeżdża Spencer, twierdząc, że jest poszukiwaczem talentów. |    |                           |                                       |                     |                          |                                   |                        |
| 43 | 5  | Pink Cupcakes             | Różowe babeczki                       | Michael Uppendahl   | Jessica Sharzer          | 5 listopada 2014                  | 6 listopada 2014       |
| Gloria pozbywa się ciała Dory. Stanley proponuje Elsie własny program telewizyjny. Początkowo niechętna, ostatecznie przystaje na jego ofertę, gdyż publiczność jest niezadowolona podczas jej występów na żywo. Tymczasem Stanley składa siostrom Tattler podobną propozycję. Maggie przepowiada Jimmy’emu, że pewien mężczyzna go okłamie i sugeruje mu ucieczkę z Jupiter. Desiree usiłuje udowodnić Jimmy’emu, że Dell jest dobrym człowiekiem. Oboje uprawiają seks, podczas którego Jimmy rani Desiree swoimi zdeformowanymi rękami. Dell idzie do gejowskiego baru, gdzie prosi Andy’ego, by żyli razem, ten jednak odmawia. Po powrocie do trupy kłóci się z Desiree. Dandy, który także był w barze, zaprowadza Andy’ego do autobusu, gdzie zaczyna go rozczłonkowywać. Regina Ross, córka Dory, jest zaniepokojona brakiem telefonu od matki, więc dzwoni do Mottów i kłóci się z Glorią. Elsa, wyczuwając konkurencję w postaci Bette i Dot, przywozi je do Mottów. Gloria kupuje bliźniaczki, chcąc, by zapewniły Dandy’emu towarzystwo. |    |                           |                                       |                     |                          |                                   |                        |
| 44 | 6  | Bullseye                  | Strzał w dziesiątkę                   | Howard Deutch       | John J. Gray             | 12 listopada 2014                 | 13 listopada 2014      |
| Ethel mówi Elsie, że fakt, iż opuści trupę, a także zniknięcie Bette i Dot przyczynią się do upadku gabinetu. Mars obiecuje, że wszyscy jego członkowie dołączą do niej w Hollywood. Ku niezadowoleniu Glorii, Dandy oświadcza, że zamierza poślubić Bette i Dot. Bette ulega uczuciom Dandy’ego, zaś Dot marzy o powrocie do trupy i miłości Jimmy’ego. Maggie przekonuje Stanleya do uprowadzenia Ma Petite. Paul wyznaje Elsie, że wszyscy podejrzewają ją o pozbycie się bliźniaczek. Zdenerwowana Elsa pragnie sprawdzić wierność członków trupy poprzez rzucenie nożami w ochotnika, na którego zgłasza się Paul. Nieumyślnie w niego trafia. Penny ucieka od zaborczego ojca, Vince’a, i dołącza do gabinetu. Stanley nalega na Maggie, by zabili Jimmy’ego, tymczasem Esmerelda i Darling planują wspólną ucieczkę z Jupiter. Dandy, przeczytawszy pamiętnik Dot, wyznaje matce, że bliźniaczki pozostawiły w jego sercu pustkę, a od teraz jego powołaniem jest zabijanie. Jimmy przyjeżdża do Mottów, by zabrać Bette i Dot. Ethel wyznaje Elsie, że po serii nieszczęść nikt jej nie ufa i że zabije ją, jeśli okaże się, że skłamała w sprawie bliźniaczek. |    |                           |                                       |                     |                          |                                   |                        |
| 45 | 7  | Test of Strength          | Próby siły                            | Anthony Hemingway   | Crystal Liu              | 19 listopada 2014                 | 20 listopada 2014      |
| Bette i Dot decydują się opuścić dom Mottów z Jimmym. Gdy Darling oskarża Elsę o sprzedanie bliźniaczek, Dot opowiada nieprawdziwą historię, wedle której opuściły trupę dobrowolnie. Stanley widzi Della w barze gejowskim. Szantażuje go i pod groźbą wyjawienia jego orientacji seksualnej zyskuje jego współpracę w planie uprowadzenia któregoś z członków gabinetu. Dell dokonuje nieudanej próby zabójstwa Eve, po której Jimmy żąda od niego, by opuścił Jupiter. Mężczyźni idą do baru, gdzie Jimmy wyznaje Dellowi, że wie, iż jest jego synem. Toledo rezygnuje z planu zabicia go dla Stanleya. Mężczyźni się godzą i powracają nietrzeźwi na teren gabinetu. Gdy Penny odwiedza dom, przyjaciel jej ojca tatuuje jej twarz i rozcina język. Poszkodowana, wraca do trupy. Dot, w tajemnicy przed Bette, żąda od Elsy odnalezienia lekarza, którzy oddzieli ją od siostry. Ethel podsłuchuje rozmowę Elsy i Stanleya, którzy planują morderstwo. W nocy Dell dusi Ma Petite, której ciało wkrótce staje się nowym eksponatem w muzeum. |    |                           |                                       |                     |                          |                                   |                        |
| 46 | 8  | Blood Bath                | Krwawa jatka                          | Bradley Buecker     | Ryan Murphy              | 3 grudnia 2014                    | 4 grudnia 2014         |
| Zaniepokojona zachowaniem Dandy’ego Gloria konsultuje się z terapeutą. Jimmy i Dell znajdują w lesie zakrwawione ubranie Ma Petite. Ethel umieszcza bliźniaczki w bezpiecznym miejscu i, przekonana, że za zabójstwo Ma Petite odpowiada Elsa, strzela jej w nogę. Trafia w protezę, o istnieniu której nie wiedziała. Mars opowiada historię protetyka Massimo Dolcefino, u którego znalazła się po amputacji nóg, a następnie zabija Ethel. Wraz ze Stanleyem pozoruje jej samobójstwo poprzez zderzenie się autem z drzewem. Regina odwiedza Mottów, gdzie Gloria okłamuje ją, że Dora poszła na zakupy. Ross grozi, że jeżeli jej matka nie powróci, powiadomi policję. Dandy wyraża zgodę na leczenie u terapeuty pod warunkiem, że Gloria zabije Reginę. Do trupy dołącza otyła Barbara. Penny, Desiree, Eve i Suzi planują zemścić się na Vince i zabić go. Ostatecznie Penny pozwala mu żyć, uprzednio polewając jego ciało gorącą smołą. Jimmy, zrozpaczony po śmierci matki, wypłakuje się Barbarze. Dandy zabija Glorię i bierze kąpiel w jej krwi. |    |                           |                                       |                     |                          |                                   |                        |
| 47 | 9  | Tupperware Party Massacre | Masakra podczas spotkania kulinarnego | Loni Peristere      | Brad Falchuk             | 10 grudnia 2014                   | 11 grudnia 2014        |
| Dandy, zrozpaczony po zabiciu matki, odwiedza Maggie w celu przepowiedzenia mu przyszłości. Spotyka pijanego Jimmy’ego, który zaczyna go bić. Dandy postanawia się na nim zemścić za odebranie mu Bette i Dot. Elsa i Stanley odnajdują bliźniaczki w motelu, gdzie mówią im, że Ethel została zamordowana i żaden z członków gabinetu nie jest bezpieczny. Zawożą je do chaty, gdzie – jak twierdzą – ma się odbyć operacja rozdzielenia ich. Desiree i Maggie przyłapują Jimmy’ego i Barbarę uprawiających seks. Dandy morduje grupę gospodyń domowych. Gdy bierze kąpiel w ich krwi, odwiedza go Regina, mówiąc, że poinformowała policję o zaginięciu matki. Wkrótce powraca do domu Mottów z detektywem. Dandy przyznaje się do win i przekupuje go, by zataił prawdę i zabił Reginę. Targany wyrzutami sumienia Dell dokonuje próby samobójczej, jednak zostaje uratowany przez Desiree. Dot wyznaje miłość Jimmy’emu, który mówi, że kocha kogoś innego. Wkrótce Darling zostaje aresztowany pod zarzutem zabicia gospodyń. |    |                           |                                       |                     |                          |                                   |                        |
| 48 | 10 | Orphans                   | Sieroty                               | Bradley Buecker     | James Wong               | 17 grudnia 2014                   | 18 grudnia 2014        |
| Pepper popada w głęboką żałobę po śmierci Salty’ego. Stanley oświadcza Elsie, że wkrótce powinna odbyć w Hollywood rozmowę w sprawie programu telewizyjnego. Mężczyzna organizuje pogrzeb Salty’ego, po czym odsyła jego głowę do muzeum, gdzie staje się ona eksponatem. Elsa postanawia oddać Pepper jej biologicznej siostrze, Ricie Gayheart. Desiree planuje uciec z Jupiter z nowym partnerem, Angusem. Stanley odwiedza Jimmy’ego w więzieniu i mówi, że załatwił mu prawnika, za którego musi zapłacić, w związku z czym muszą zawrzeć umowę. Maggie wyznaje Desiree prawdę o tym, kim są ze Stanleyem. Kobiety odwiedzają muzeum, gdzie widzą ręce Jimmy’ego jako eksponat. Elsa przekonuje Ritę do przyjęcia Pepper. Dekadę później Gayheart rodzi zdeformowanego chłopca, nad którym opiekę przejmuje jej siostra. Mąż Rity, Larry, zabija syna i obciąża odpowiedzialnością za zabójstwo Pepper. Zostaje ona umieszczona w szpitalu psychiatrycznym Briarcliff, gdzie znajduje gazetę ze zdjęciem telewizyjnej gwiazdy, Elsy. |    |                           |                                       |                     |                          |                                   |                        |
| 49 | 11 | Magical Thinking          | Magiczne myślenie                     | Michael Goi         | Jennifer Salt            | 7 stycznia 2015                   | 8 stycznia 2015        |
| Podczas rozmowy w więzieniu Jimmy nie wyraża zgody na propozycję Stanleya, by zapłacić prawnikowi jego dłońmi. Stanley go otruwa, po czym Jimmy budzi się w szpitalu z odciętymi dłońmi. Bette i Dot spotykają iluzjonistę Chestera Cheba, który pragnie dołączyć do trupy. Elsa pozwala mu otwierać pokazy swoimi występami brzuchomówczymi z udziałem lalki Marjorie. Chester zatrudnia jako swoje asystentki Bette i Dot, które go uwodzą. Mężczyzna ma halucynacje, w których rozmawia z Marjorie. W przeszłości zabił na życzenie lalki swoją żonę i jej kochankę. Paul mówi Chesterowi, że Elsa chce mu sprzedać trupę. Po powrocie do swojego namiotu Cheb odkrywa, że Marjorie zaginęła. Dell i Eve atakują ciężarówkę wiozącą Jimmy’ego i pomagają mu uciec. Prywatny detektyw informuje Dandy’ego, że bliźniaczki kochają Chestera. Mott pomaga Chebowi odnaleźć Marjorie, która – w halucynacjach – każe mu przeciąć Bette i Dot na pół. Elsa, dowiedziawszy się od Maggie, że Dell zamordował Ma Petite, zabija go. |    |                           |                                       |                     |                          |                                   |                        |
| 50 | 12 | Show Stoppers             | Burze oklasków                        | Loni Peristere      | Jessica Sharzer          | 14 stycznia 2015                  | 15 stycznia 2015       |
| Maggie mówi Stanleyowi, że zdradziła członkom gabinetu, kim jest w rzeczywistości, a Desiree zamordowała Lillian. Trupa brutalnie okalecza Stanleya, który wyjawia, że Elsa zamordowała Ethel. Maggie wyznaje miłość Jimmy’emu, który ma do niej żal za utratę rąk i śmierć Della. Chester uprawia seks z bliźniaczkami. Dandy oferuje Bette i Dot przyjaźń oraz pokazuje im akta Chestera, mówiące o dokonanym zabójstwie. Elsa zapoznaje Jimmy’ego z Massimo Dolcefino, który tworzy dla niego protezy rąk. Mężczyzna opowiada o swojej dawnej miłości do Mars i torturowaniu go przez jej dawnych niemieckich oprawców, przed którymi uciekł do Ameryki. Bette i Dot rezygnują z bycia asystentkami Chestera, a w ich miejsce zgłasza się Maggie. Podczas pokazu Cheb ujawnia swoją psychozę i przecina Maggie na pół. Następnie ucieka, „zabija” Marjorie i oddaje się policji. Członkowie trupy planują zabicie Elsy w ramach zemsty za zamordowanie Ethel. Mars zostaje o tym uprzedzona przez bliźniaczki, dzięki czemu zdąża uciec, uprzednio sprzedając trupę Dandy’emu. |    |                           |                                       |                     |                          |                                   |                        |
| 51 | 13 | Curtain Call              | Koniec przedstawienia                 | Bradley Buecker     | John J. Gray             | 21 stycznia 2015                  | 22 stycznia 2015       |
| Członkowie trupy buntują się przeciwko Dandy’emu i informują go, że opuszczają gabinet. W odwecie Dandy zabija każdego z nich z wyjątkiem Desiree, której udaje się ukryć, oraz Bette i Dot, które planuje poślubić. Jimmy powraca na teren trupy, gdzie zastaje martwe ciała i odnajduje Desiree. Bette strzela w ramię Dandy’ego, a następnie wraz z Dot, Jimmym i Desiree umieszcza go w zbiorniku na wodę, gdzie Mott tonie. Elsa przez trzy dni z rzędu bezskutecznie usiłuje się dostać do biura stacji telewizyjnej w Los Angeles. Podczas walki z ochroniarzem na korytarzu zwraca na siebie uwagę Michaela Becka, młodszego wiceprezydenta stacji do spraw castingu. Osiem lat później Elsa jest żoną Becka, popularną piosenkarką i gwiazdą własnego programu telewizyjnego. Prywatnie wiedzie nieszczęśliwe życie, marząc o ucieczce z Massimo. Szef stacji informuje ją, że odnaleziono kopię jej snuff filmu i odkryto przeszłość związaną z trupą. Zdając sobie sprawę, że oznacza to koniec jej kariery, godzi się na pożegnalny, halloweenowy występ, który oglądają w telewizji Desiree z rodziną oraz Jimmy z ciężarnymi Bette i Dot, które poślubił. W trakcie występu pojawia się Edward Mordrake, który zabiera ze sobą Elsę. Po śmierci Mars budzi się w namiocie trupy, gdzie spotyka wszystkich jej członków. |    |                           |                                       |                     |                          |                                   |                        |

## Oglądalność w Stanach Zjednoczonych
Kolumna „Pozycja” wyraża miejsce, które zajął odcinek w zestawieniu najpopularniejszych programów telewizji kablowej danego dnia.

Kolumna „AMR” wyraża procent widzów w grupie wiekowej 18–49, którzy oglądali dany odcinek, w stosunku do wszystkich posiadaczy telewizji kablowej w Stanach Zjednoczonych (w tej samej grupie).
| Nr      | Tytuł                                   | Data premiery             | Pozycja | Widzów (w mln) | AMR (18–49) |        |
| ------- | --------------------------------------- | ------------------------- | ------- | -------------- | ----------- | ------ |
| 1       | „Potwory są wśród nas”                  | 8 października 2014(dts)  | 1       | 6,127          | 3,1         | [ 3 ]  |
| 2       | „Masakry i popołudniowe seanse”         | 15 października 2014(dts) | 1       | 4,527          | 2,3         | [ 4 ]  |
| 3       | „Edward Mordrake (część 1)”             | 22 października 2014(dts) | 1       | 4,439          | 2,2         | [ 5 ]  |
| 4       | „Edward Mordrake (część 2)”             | 29 października 2014(dts) | 1       | 4,511          | 2,3         | [ 6 ]  |
| 5       | „Różowe babeczki”                       | 5 listopada 2014(dts)     | 1       | 4,220          | 2,1         | [ 7 ]  |
| 6       | „Strzał w dziesiątkę”                   | 12 listopada 2014(dts)    | 1       | 3,647          | 1,8         | [ 8 ]  |
| 7       | „Próby siły”                            | 19 listopada 2014(dts)    | 1       | 3,912          | 2,0         | [ 9 ]  |
| 8       | „Krwawa jatka”                          | 3 grudnia 2014(dts)       | 1       | 3,303          | 1,6         | [ 10 ] |
| 9       | „Masakra podczas spotkania kulinarnego” | 10 grudnia 2014(dts)      | 1       | 3,071          | 1,5         | [ 11 ] |
| 10      | „Sieroty”                               | 17 grudnia 2014(dts)      | 1       | 2,993          | 1,5         | [ 12 ] |
| 11      | „Magiczne myślenie”                     | 7 stycznia 2015(dts)      | 1       | 3,111          | 1,5         | [ 13 ] |
| 12      | „Burze oklasków”                        | 14 stycznia 2015(dts)     | 1       | 2,938          | 1,4         | [ 14 ] |
| 13      | „Koniec przedstawienia”                 | 21 stycznia 2015(dts)     | 1       | 3,271          | 1,5         | [ 15 ] |
| Średnio | Średnio                                 | Średnio                   | Średnio | 3,852          | 1,9         |        |

## Nagrody i nominacje
American Horror Story: Freak Show zdobył spośród 17 nagród spośród 57 nominacji.
| Ceremonia                                                                             | Kategoria | Nominacja | Rezultat  |                      |
| ------------------------------------------------------------------------------------- | --- | --- | --------- | -------------------- |
| 67. ceremonia wręczenia Primetime Emmy                                                | Najlepszy miniserial                                                                                             | American Horror Story: Freak Show | Nominacja | [ 16 ]               |
| 67. ceremonia wręczenia Primetime Emmy                                                | Najlepsza aktorka pierwszoplanowa w miniserialu lub filmie telewizyjnym                                          | Jessica Lange | Nominacja | [ 16 ]               |
| 67. ceremonia wręczenia Primetime Emmy                                                | Najlepszy aktor drugoplanowy w miniserialu lub filmie telewizyjnym                                               | Denis O’Hare | Nominacja | [ 16 ]               |
| 67. ceremonia wręczenia Primetime Emmy                                                | Najlepszy aktor drugoplanowy w miniserialu lub filmie telewizyjnym                                               | Finn Wittrock | Nominacja | [ 16 ]               |
| 67. ceremonia wręczenia Primetime Emmy                                                | Najlepsza aktorka drugoplanowa w miniserialu lub filmie telewizyjnym                                             | Sarah Paulson | Nominacja | [ 16 ]               |
| 67. ceremonia wręczenia Primetime Emmy                                                | Najlepsza aktorka drugoplanowa w miniserialu lub filmie telewizyjnym                                             | Angela Bassett | Nominacja | [ 16 ]               |
| 67. ceremonia wręczenia Primetime Emmy                                                | Najlepsza aktorka drugoplanowa w miniserialu lub filmie telewizyjnym                                             | Kathy Bates | Nominacja | [ 16 ]               |
| 67. ceremonia wręczenia Primetime Emmy                                                | Najlepsza reżyseria miniserialu, filmu telewizyjnego lub programu specjalnego                                    | Ryan Murphy (za „Potwory są wśród nas”) | Nominacja | [ 16 ]               |
| 67. ceremonia wręczenia Primetime Creative Arts Emmy                                  | Najlepsza charakteryzacja naturalna w serialu, serialu limitowanym, filmie telewizyjnym lub programie specjalnym | Eryn Krueger Mekash, Kim Ayers, Lucy O’Reilly, Michael Mekash, Christopher Nelson i Jillian Erickson                                                              | Wygrana   | [ 16 ]               |
| 67. ceremonia wręczenia Primetime Creative Arts Emmy                                  | Najlepsza charakteryzacja sztuczna w serialu, serialu limitowanym, filmie telewizyjnym lub programie specjalnym  | Eryn Krueger Mekash, Michael Mekash, David L. Anderson, Justin Raleigh, Christopher Nelson, Kim Ayers, Luis Garcia i James MacKinnon                              | Wygrana   | [ 16 ]               |
| 67. ceremonia wręczenia Primetime Creative Arts Emmy                                  | Najlepsza czołówka                                                                                               | Ryan Murphy, Kyle Cooper, Lee Nelson i Nadia Tzou | Nominacja | [ 16 ]               |
| 67. ceremonia wręczenia Primetime Creative Arts Emmy                                  | Najlepszy dobór obsady serialu limitowanego, filmu telewizyjnego lub programu specjalnego                        | Robert J. Ulrich, Eric Dawson i Meagan Lewis | Nominacja | [ 16 ]               |
| 67. ceremonia wręczenia Primetime Creative Arts Emmy                                  | Najlepsze drugoplanowe efekty specjalne                                                                          | Jason Piccioni, Justin Ball, Jason Spratt, Tim Jacobsen, David Altenau, Tommy Tran, Mike Kirylo, Matt Lefferts i Donnie Dean (za „Edward Mordrake (część 2)”)     | Wygrana   | [ 16 ]               |
| 67. ceremonia wręczenia Primetime Creative Arts Emmy                                  | Najlepszy dźwięk w serialu limitowanym lub filmie telewizyjnym                                                   | Bruce Litecky, Joe Earle, Doug Andham i Evan Daum (za „Magiczne myślenie”)                                                                                        | Nominacja | [ 16 ]               |
| 67. ceremonia wręczenia Primetime Creative Arts Emmy                                  | Najlepsze fryzury w serialu limitowanym lub filmie telewizyjnym                                                  | Monte C. Haught, Michelle Cegila, Daina Daigle, Amy Wood i Sherri B. Hamilton                                                                                     | Wygrana   | [ 16 ]               |
| 67. ceremonia wręczenia Primetime Creative Arts Emmy                                  | Najlepsza kompozycja muzyczna w serialu limitowanym, filmie telewizyjnym lub programie specjalnym                | Mac Quayle (za „Sieroty”) | Nominacja | [ 16 ]               |
| 67. ceremonia wręczenia Primetime Creative Arts Emmy                                  | Najlepsze kostiumy w serialu, serialu limitowanym lub filmie telewizyjnym kostiumowym albo fantasy               | Lou Eyrich, Elizabeth Macey i Ken van Duyne (za „Potwory są wśród nas”)                                                                                           | Wygrana   | [ 16 ]               |
| 67. ceremonia wręczenia Primetime Creative Arts Emmy                                  | Najlepszy montaż dźwięku w serialu limitowanym, filmie telewizyjnym lub programie specjalnym                     | Gary Megregian, Timothy A. Cleveland, Paul Diller, Steve M. Stuhr, Lance Wiseman, Jason Krane, John Green, David Klotz i Noel Vought (za „Koniec przedstawienia”) | Nominacja | [ 16 ]               |
| 67. ceremonia wręczenia Primetime Creative Arts Emmy                                  | Najlepsze zdjęcia w serialu limitowanym lub filmie telewizyjnym                                                  | Michael Goi (za „Potwory są wśród nas”) | Nominacja | [ 16 ]               |
| 72. ceremonia wręczenia Złotych Globów                                                | Najlepsza aktorka w miniserialu lub filmie telewizyjnym                                                          | Jessica Lange | Nominacja | [ 17 ]               |
| 72. ceremonia wręczenia Złotych Globów                                                | Najlepsza aktorka drugoplanowa w serialu, miniserialu lub filmie telewizyjnym                                    | Kathy Bates | Nominacja | [ 17 ]               |
| 26. ceremonia wręczenia nagród Amerykańskiej Gildii Producentów Filmowych             | Najlepsza produkcja pełnometrażowego programu telewizyjnego                                                      | Brad Buecker, Dante Di Loreto, Brad Falchuk, Joseph Incaprera, Alexis Martin Woodall, Tim Minear, Ryan Murphy, Jennifer Salt i James Wong (również za Sabat)      | Nominacja | [ 18 ]               |
| 17. ceremonia wręczenia nagród Amerykańskiej Gildii Kostiumografów                    | Najlepsze kostiumy w filmie telewizyjnym lub miniserialu                                                         | Lou Eyrich | Wygrana   | [ 19 ]               |
| 19. ceremonia wręczenia Amerykańskiej Gildii Scenografów                              | Film telewizyjny lub miniserial                                                                                  | Mark Worthington (za „Masakry i popołudniowe seanse”) | Wygrana   | [ 20 ]               |
| 31. ceremonia wręczenia nagród Amerykańskiego Samorządu Zawodowego Reżyserów Castingu | Film telewizyjny lub miniserial                                                                                  | Robert J. Ulrich, Eric Dawson, Carol Kritzer, Meagan Lewis i Eric Souliere                                                                                        | Nominacja | [ 21 ]               |
| Ceremonia wręczenia nagród Gildii Makijażystów i Fryzjerów w 2015                     | Najlepsza charakteryzacja w miniserialu lub filmie telewizyjnym kostiumowym                                      | Eryn Krueger Mekash i Kim Ayers | Wygrana   | [ 22 ]               |
| Ceremonia wręczenia nagród Gildii Makijażystów i Fryzjerów w 2015                     | Najlepsze fryzury w miniserialu lub filmie telewizyjnym kostiumowym                                              | Monte C. Haught i Michelle Ceglia | Wygrana   | [ 22 ]               |
| Ceremonia wręczenia nagród Gildii Makijażystów i Fryzjerów w 2015                     | Najlepsze efekty makijażowe w miniserialu lub filmie telewizyjnym kostiumowym                                    | Eryn Krueger Mekash, Michael Mekash i Christopher Nelson | Wygrana   | [ 22 ]               |
| 51. ceremonia wręczenia nagród Stowarzyszenia Kinowego Dźwięku                        | Najlepsze osiągnięcie w montażu dźwięku – film telewizyjny lub miniserial                                        | Bruce Litecky, Joe Earle, Doug Andham, Evan Daum, Kyle Billingsley (za „Potwory są wśród nas”)                                                                    | Nominacja | [ 23 ]               |
| 13. ceremonia wręczenia nagród Stowarzyszenia Twórców Efektów Specjalnych             | Najlepsze drugoplanowe efekty specjalne w programie aktorskim                                                    | Jason Piccioni, Jason Spratt, Mike Kirylo, Justin Bal i Eric Roberts (za „Edwarda Mordrake (część 2)”)                                                            | Wygrana   | [ 24 ]               |
| 13. ceremonia wręczenia nagród Stowarzyszenia Twórców Efektów Specjalnych             | Najlepsza kompozycja w programie aktorskim                                                                       | Tommy Tran, JV Pike, Rob Lutz, Matt Lefferts (za „Edwarda Mordrake (część 2)”)                                                                                    | Nominacja | [ 24 ]               |
| 19. ceremonia wręczenia Satelitów                                                     | Najlepszy serial gatunkowy                                                                                       | American Horror Story: Freak Show | Nominacja | [ 25 ]               |
| 19. ceremonia wręczenia Satelitów                                                     | Najlepsza aktorka drugoplanowa w serialu, miniserialu lub filmie telewizyjnym                                    | Sarah Paulson | Wygrana   | [ 25 ]               |
| 41. ceremonia wręczenia Saturnów                                                      | Najlepszy serial telewizji kablowej lub regionalnej                                                              | American Horror Story: Freak Show | Nominacja | [ 26 ]               |
| 41. ceremonia wręczenia Saturnów                                                      | Najlepsza aktorka telewizyjna                                                                                    | Jessica Lange | Nominacja | [ 26 ]               |
| 41. ceremonia wręczenia Saturnów                                                      | Najlepszy występ gościnny w telewizji                                                                            | Neil Patrick Harris | Nominacja | [ 26 ]               |
| 5. ceremonia wręczenia Critics’ Choice Television Awards                              | Najbardziej ekscytujący serial                                                                                   | American Horror Story: Freak Show | Nominacja | [ 27 ] [ 28 ] [ 29 ] |
| 5. ceremonia wręczenia Critics’ Choice Television Awards                              | Najlepsza aktorka w filmie lub miniserialu                                                                       | Jessica Lange | Nominacja | [ 27 ] [ 28 ] [ 29 ] |
| 5. ceremonia wręczenia Critics’ Choice Television Awards                              | Najlepszy aktor drugoplanowy w filmie lub miniserialu                                                            | Finn Wittrock | Nominacja | [ 27 ] [ 28 ] [ 29 ] |
| 5. ceremonia wręczenia Critics’ Choice Television Awards                              | Najlepsza aktorka drugoplanowa w filmie lub miniserialu                                                          | Sarah Paulson | Wygrana   | [ 27 ] [ 28 ] [ 29 ] |
| 46. ceremonia wręczenia NAACP Image Awards                                            | Najlepszy film telewizyjny, miniserial lub program specjalny                                                     | American Horror Story: Freak Show | Nominacja | [ 30 ]               |
| 46. ceremonia wręczenia NAACP Image Awards                                            | Najlepsza aktorka w filmie telewizyjnym, miniserialu lub programie specjalnym                                    | Angela Bassett | Nominacja | [ 30 ]               |
| BMI Film & TV Awards 2015                                                             | Muzyka w telewizji kablowej                                                                                      | Charlie Clouser, César Dávila-Irizarry i Mac Quayle | Wygrana   | [ 31 ]               |
| 41. ceremonia wręczenia People’s Choice Awards                                        | Ulubiony serial science fiction lub fantasy stacji kablowej                                                      | American Horror Story: Freak Show | Nominacja | [ 32 ]               |
| 41. ceremonia wręczenia People’s Choice Awards                                        | Ulubiona aktorka w serialu science fiction lub fantasy                                                           | Jessica Lange | Nominacja | [ 32 ]               |
| 36. ceremonia wręczenia Young Artist Awards                                           | Najlepsza gościnna rola w serialu – od 15 do 21 lat                                                              | Dalton E. Gray | Nominacja | [ 33 ]               |
| Key Art Awards 2015                                                                   | Telewizja/streaming: technika drukarska: reklama jednostronna krajowa                                            | American Horror Story: Freak Show | Brąz      | [ 34 ]               |
| Key Art Awards 2015                                                                   | Telewizja/streaming: na świeżym powietrzu: billboard                                                             | American Horror Story: Freak Show | Brąz      | [ 34 ]               |
| Key Art Awards 2015                                                                   | Telewizja/streaming: zapowiedź empiryczna: wydarzenie promocyjne                                                 | American Horror Story: Freak Show | Srebro    | [ 34 ]               |
| Key Art Awards 2015                                                                   | Telewizja/streaming: audiowizualne: zwiastun – do 30 sekund                                                      | American Horror Story: Freak Show | Srebro    | [ 34 ]               |
| Key Art Awards 2015                                                                   | Telewizja/streaming: technika drukarska: reklama jednostronna krajowa                                            | American Horror Story: Freak Show | Złoto     | [ 34 ]               |
| Key Art Awards 2015                                                                   | Telewizja/streaming: audiowizualne: zwiastun – 31–60 sekund                                                      | Voyeur | Złoto     | [ 34 ]               |
| 6. ceremonia wręczenia Nagród Doriana                                                 | Kampowy serial roku                                                                                              | American Horror Story: Freak Show | Nominacja | [ 35 ]               |
| 6. ceremonia wręczenia Nagród Doriana                                                 | Telewizyjny występ muzyczny roku                                                                                 | Jessica Lange (za „Life on Mars?”) | Nominacja | [ 35 ]               |
| Fangoria Chainsaw Awards 2015                                                         | Najlepszy serial telewizyjny                                                                                     | American Horror Story: Freak Show | Nominacja | [ 36 ]               |
| Fangoria Chainsaw Awards 2015                                                         | Najlepsza aktorka telewizyjna                                                                                    | Sarah Paulson | Wygrana   | [ 36 ]               |
| Fangoria Chainsaw Awards 2015                                                         | Najlepszy drugoplanowy aktor telewizyjny                                                                         | Finn Wittrock | Nominacja | [ 36 ]               |